# Anita Conti
Pour les articles homonymes, voir Conti.
Anita Béatrix Marthe Conti, née Caracotchian le 17 mai 1899 à Ermont (Seine-et-Oise) et morte le 25 décembre 1997 à Douarnenez,, est une océanographe et photographe française.
Anita Conti fut la première femme océanographe française. Entre les deux guerres mondiales, elle commença à dresser les premières cartes de pêche, alors qu'on ne disposait que de cartes de navigation. Son activité scientifique contribua à rationaliser les pratiques de pêche hauturière. Mais dès les années 1940, elle s'inquiéta des effets de la pêche industrielle sur les ressources halieutiques. Elle est également la marraine de l'Estran Cité de la mer, un musée consacré à la mer et à la pêche situé à Dieppe.

## Biographie

### Enfance

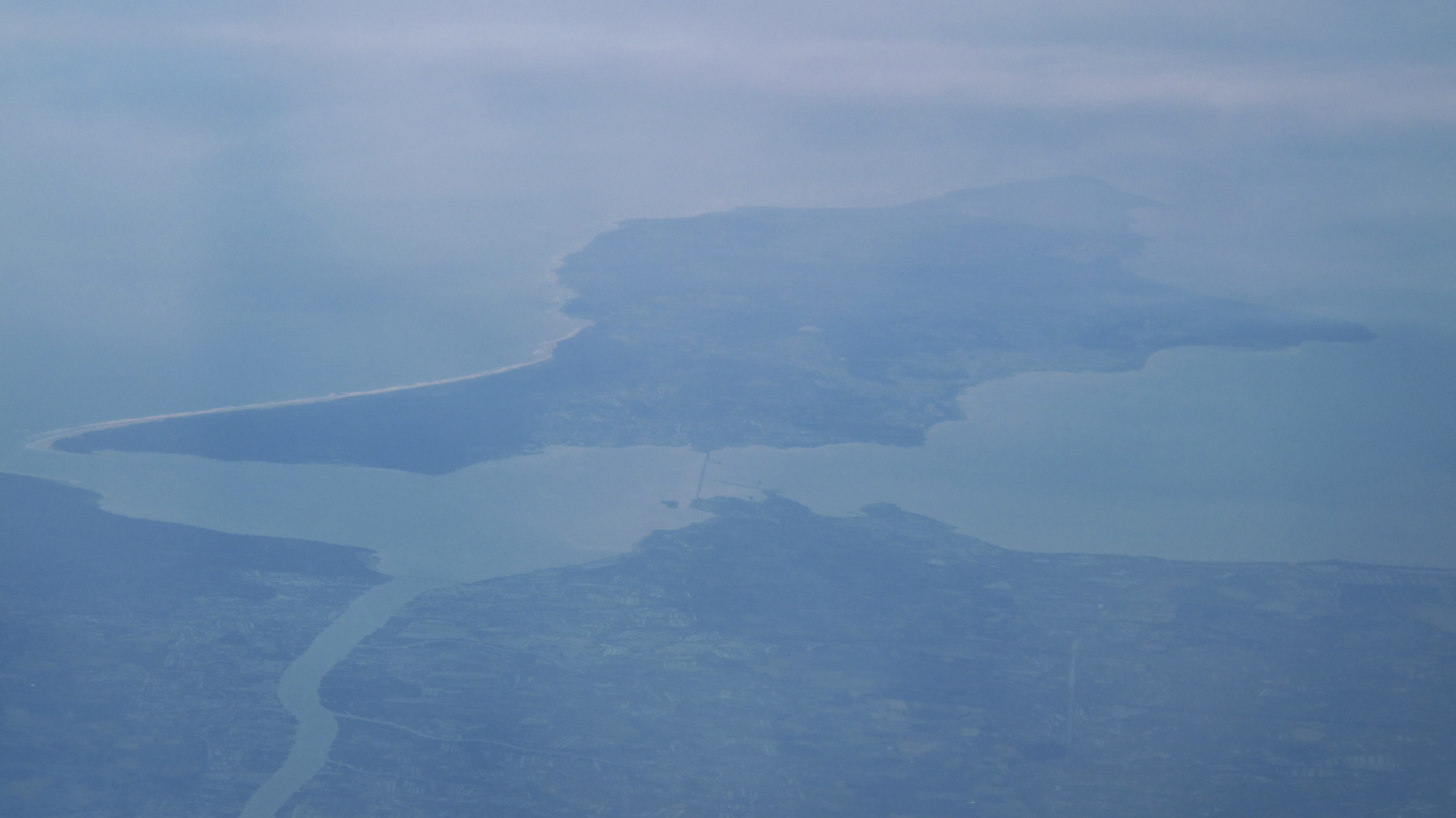
Vue aérienne de la partie Sud de l'île d'Oléron ; au premier plan, l'estuaire de la Seudre.

Anita Conti est l'enfant de Léon (Leven) Caracotchian, médecin accoucheur, d'origine arménienne, et Alice Lebon. Elle voyage en suivant ses parents à travers l'Europe. En Bretagne et en Vendée, elle embarque régulièrement avec des pêcheurs qui lui donnent le goût de la mer.
En 1914, à l'aube de la guerre, la famille se réfugie sur l'île d'Oléron, où la jeune fille s'adonne à la voile, la lecture, et réalise ses premières photographies.

### Débuts

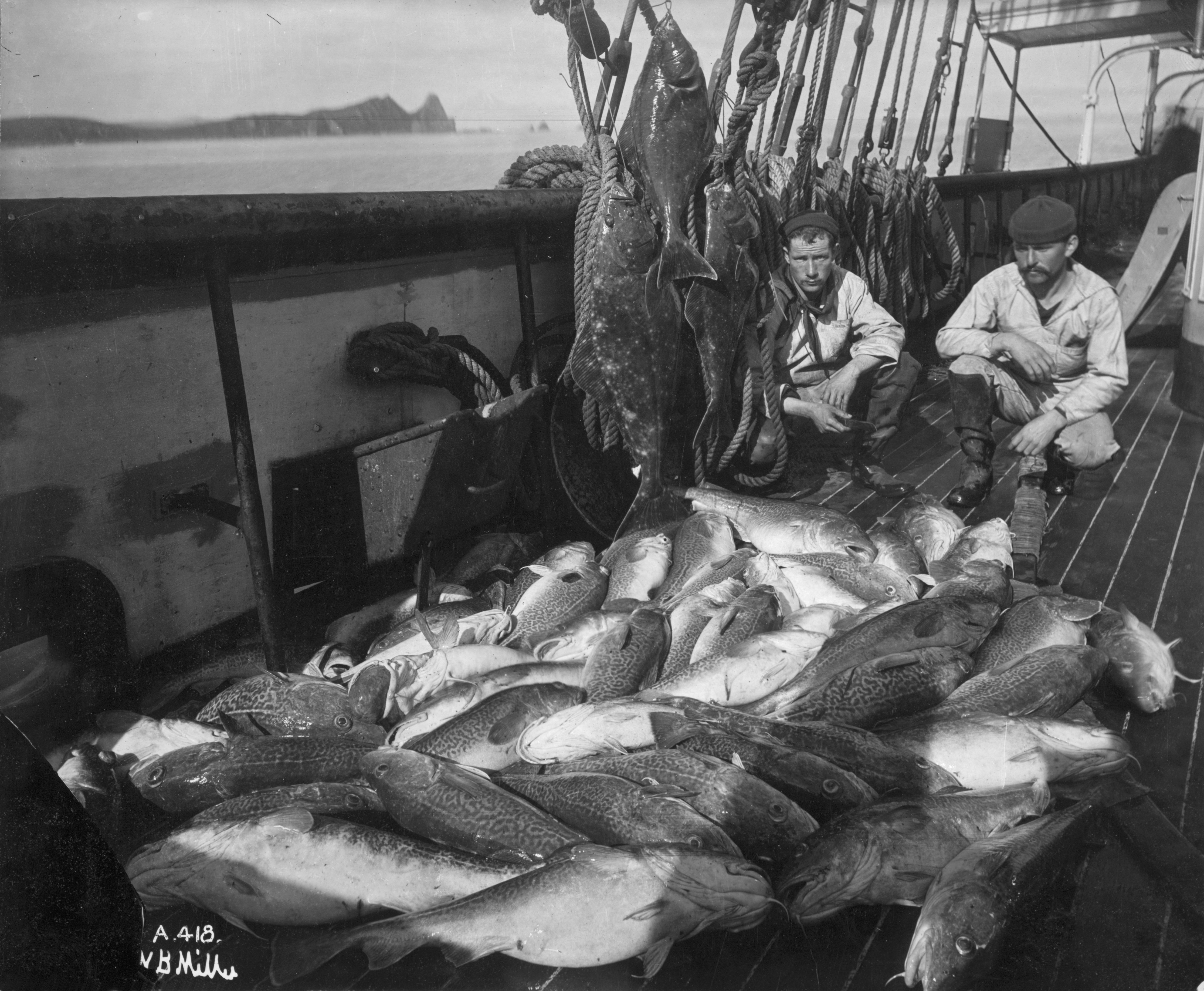
Bateau de pêche d'Alaska avec morue et flétan.

Après la guerre, Anita Caracotchian s'installe à Paris où elle excelle dans le métier de relieuse d'art. Elle se marie en 1927 avec le diplomate Marcel Conti et continue de passer du temps sur les bateaux de pêche et à lire des ouvrages sur la mer : faune et flore, histoire, etc.
Elle publie des articles dans La République, embarque sur les harenguiers ou voiliers-morutiers pour vivre le quotidien des travailleurs de la mer. Elle observe, photographie, et prend des notes.
Comme journaliste et spécialiste du monde de la pêche, elle prend part à plusieurs campagnes, du Golfe de Gascogne à Terre-Neuve. Son objectif est de dresser pour les professionnels de la mer, des cartes des zones de pêche. Anita Conti observe un certain nombre de paramètres (température de l'eau, salinité, etc.) et leur influence sur les populations de poissons. Remarquée par ses articles sur les richesses marines dans des revues féminines, elle est embauchée en 1934 par Édouard Le Danois à l'Office scientifique et technique des pêches maritimes (OSTPM), comme « responsable de la propagande ».

### Des conclusions alarmantes
En 1939, Anita Conti embarque pour les régions arctiques à bord du chalutier-morutier Vikings, de l'armement Les Pêcheries de Fécamp, pour une durée de pêche de trois mois, au-dessus du 75e parallèle en mer de Barents. Elle tire alors des conclusions très alarmistes quant à la surexploitation des océans et les conséquences d'une pêche à outrance. Donnant naissance à une prise de conscience sur les problèmes environnementaux, elle montre que la mer n'est pas une ressource inépuisable.
De novembre 1939 à janvier 1940, elle embarque sur les dragueurs de mines en Manche et en mer du Nord. Première femme militaire à bord des navires de la Marine nationale française, elle prend une part active aux opérations de déminage à Dunkerque. En mai 1940, elle prend part à l'évacuation de la poche de Dunkerque.
En 1941, pendant la Seconde Guerre mondiale, elle embarque sur un chalutier qui fuit vers les rivages africains pour continuer la pêche et nourrir les populations, la pêche étant impossible en Atlantique Nord, du fait de la guerre. Pendant deux ans, d'un chalutier à l'autre, elle observe les pêcheurs français le long des côtes sahariennes et africaines, où ils découvrent des espèces de poissons inconnues en France. Elle n'a de cesse de continuer à augmenter les cartes sur les zones de pêche, tout en s'intéressant aux techniques de pêches locales.
En 1943, le Gouvernement d'Alger lui commande une recherche sur les ressources de poissons de l'Afrique de l'Ouest, ainsi qu'une étude pour développer la pêche traditionnelle. Pendant dix ans, elle va étudier, tant en Mauritanie qu'au Sénégal, en Guinée ou en Côte d'Ivoire, la nature des fonds marins, les rivages, les estuaires, les différentes espèces de poissons et leur valeurs nutritives, pour pallier les carences en protéines des populations locales,.
Petit à petit, elle améliore les techniques de conservation, les méthodes de pêches, installe fumeries et pêcheries, et fonde même une pêcherie expérimentale de requins.
Les institutions françaises ne soutenant plus ses initiatives, elle crée sa propre entreprise en Guinée, à Conakry, dans le but de toujours poursuivre ses recherches, favoriser la pêche locale et améliorer le régime alimentaire des populations. Mais les difficultés s'accumulent, de violentes tempêtes détruisent ses installations, et dans les années 1950, Anita Conti rentre en France.
En 1952, elle s'embarque sur le chalutier fécampois Bois Rosé III, du même armement des Pêcheries de Fécamp, pour une saison de pêche de cinq mois à Terre-Neuve, trouvant toujours courageux ces gens qui effectuent leur travail dans la fureur des éléments, œuvrant à l'entretien du matériel, à trier, nettoyer et saler le poisson, à des milliers de kilomètres de leur foyer. Mais, malgré cette admiration sans limite, elle reste lucide et s'affole des mille tonnes de morues salées ramenées et du fait que la moitié de la pêche est rejetée à la mer pour ne garder que la morue. Elle profitera de cette expérience pour tourner un documentaire rendant hommage au travail de ces hommes.
Continuant sans relâche ses études, elle s'implique encore davantage contre la malnutrition ainsi que pour la sauvegarde de la richesse halieutique et pour un développement de la pêche en harmonie avec la mer.
En 1953, elle publie Racleurs d'Océans pour témoigner de la campagne de pêche du chalutier Bois Rosé, du port de Fécamp, et en 1957 Géants des mers chaudes où elle rapporte son expérience en Afrique française.

### Une femme qui reste une pionnière

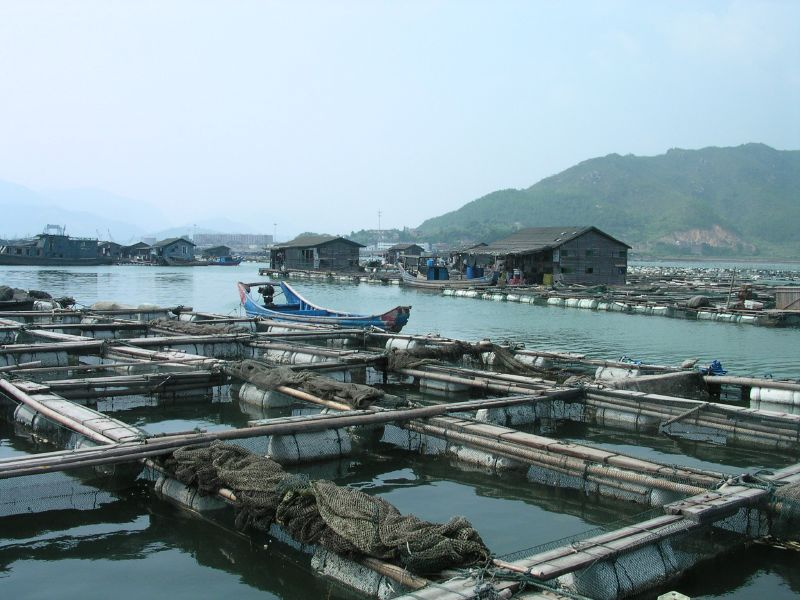
Aquaculture.

Anita Conti s'indigne du gaspillage à bord des bateaux alors que tant de gens meurent de faim. Elle fait campagne pour la réutilisation des « faux-poissons », c'est-à-dire les indésirables, souvent rejetés morts à la mer et tente de faire connaître des espèces peu connues, comme le poisson-sabre. Elle essaie aussi de voir comment munir les bateaux de systèmes de capture sélectifs.
Dans les années 1960, elle se fait pionnière de l'aquaculture en proposant d'élever des poissons pour la consommation des populations et le repeuplement du milieu marin. Elle élève, sur la côte adriatique, des poissons en milieu naturel, dans des cages immergées et, en mer du Nord, implante des fermes aquacoles.
En 1971, elle publie L'Océan, les bêtes et l'homme, où elle établit le bilan de ses recherches quant aux conséquences de l'activité humaine sur l'océan.
De conférence en colloque, elle reste un témoin privilégié du monde marin. Elle est la première en France à partager la vie des terre-neuvas et la première femme océanographe.
Anita Conti meurt le 25 décembre 1997 à Douarnenez à l'âge de 98 ans. Ses cendres sont dispersées en mer d'Iroise.

## Décorations
- Chevalière de la Légion d'honneur (1993)[réf. souhaitée]. Elle est faite chevalier par Jean Recher.

## Hommages

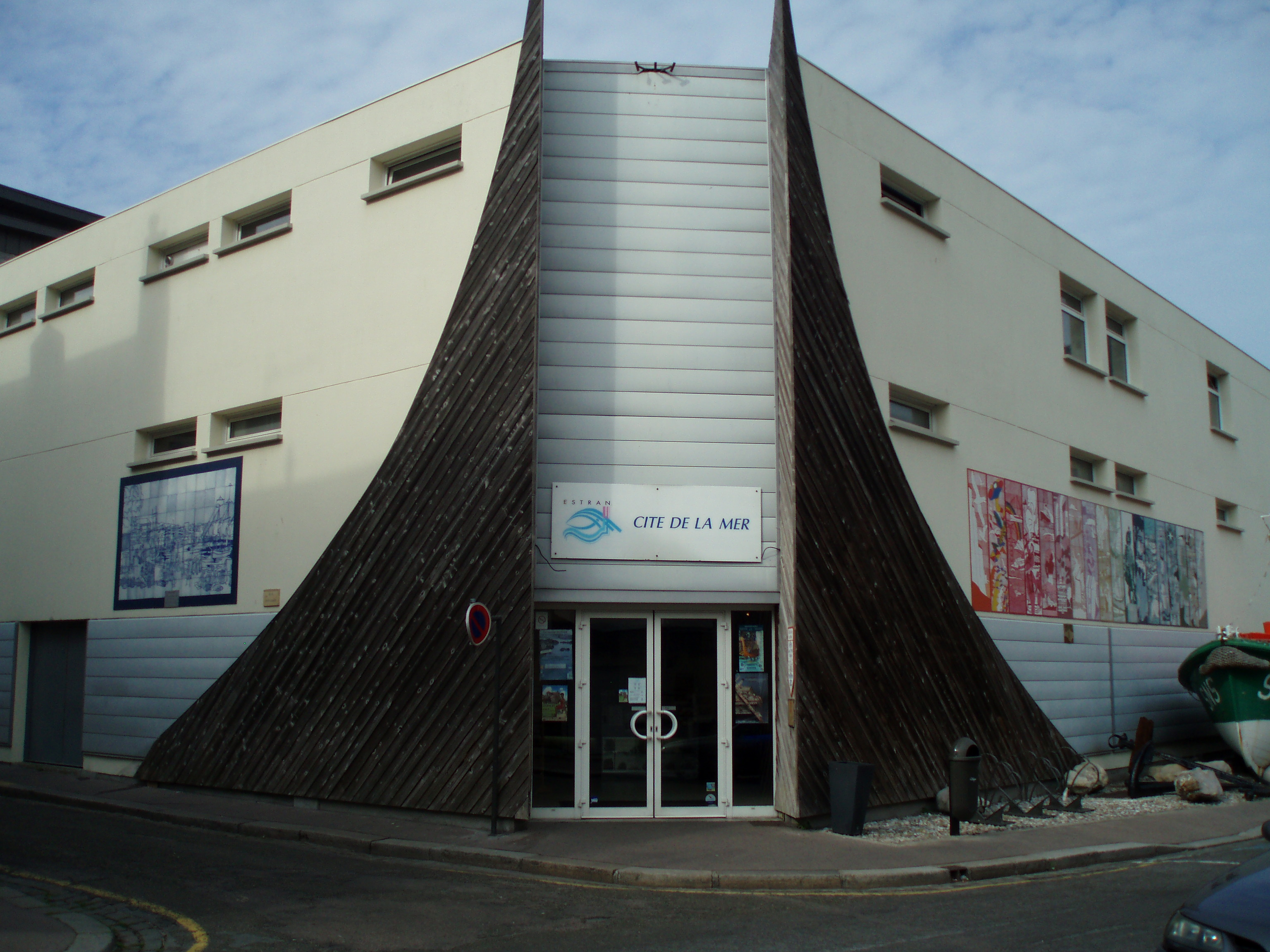
Estran Cité de la mer, Dieppe.

Son fils adoptif, le plasticien Laurent Girault-Conti, a légué le fonds d'archives, documentaire et photographique de 45 000 clichés en noir et blanc à la ville de Lorient en 2004.
L'association « Cap sur Anita Conti » se charge de numériser 28 000 de ces clichés et d'organiser des expositions jusqu'au 14 mai 2014, date de sa dissolution.
Anita Conti fut également la marraine de l'Estran Cité de la mer, à Dieppe, lors de son inauguration en 1993.
Les écoles primaires publiques de Plouescat, Plouzané, et Saint-Avé, l'école primaire de Gâvres, le groupe scolaire public de La Ferrière (Vendée), le collège du quartier de Kerolay à Lorient, des collèges de Saint-Nazaire et Bully-les-Mines (Pas-de-Calais), le lycée professionnel maritime de Fécamp ainsi que le lycée d'enseignement général et technologique de Bruz portent le nom « Anita-Conti ».
Les médiathèques de Beaucouzé et de La Turballe portent son nom.[réf. nécessaire]
La drague aspiratrice en marche du Grand port maritime de Bordeaux a été baptisée en 2014 en Gironde du nom Anita Conti. Ce navire de 89,70 m de long et 3 704 UMS de tonnage, doté d'un puits de capacité de puits de 3 000 m3 et de deux moteurs MAK (2 400 kW chacun à 750 tr/min), est entré en service en juillet 2013. Il opère habituellement sur l’estuaire de la Gironde mais se déplace jusque dans le pas de Calais, par exemple en 2022 pour assurer le dragage du port de Boulogne-sur-Mer.
Le 2 juin 2018, l'œuvre symphonique Anita, op. 81 du compositeur Benoît Menut est interprétée pour la toute première fois par l'Orchestre national de Bretagne. Cette pièce est née d'un travail mené par le compositeur au sujet des milliers de photos prises par Anita Conti lors de ses voyages en mer. La mélodie fut composée à partir d'un montage de ces clichés, notamment ceux réalisés lors de la campagne de Terre-Neuve de 1952.
Google lui rend hommage cent vingt ans après sa naissance le 17 mai 2019.
En 2022, un groupe scout marin se crée à Rennes sous le nom de « Anita Conti 4e Rennes ».[réf. nécessaire]
Le 6 août 2022, le service philatélique de Saint-Pierre-et-Miquelon émet un bloc d'un timbre à la mémoire d'Anita Conti.[réf. nécessaire]
Un navire semi-hauturier de l'Ifremer, actuellement en construction chez Freire à Vigo en Espagne dont la mise en service est prévue en 2026, portera le nom de Anita Conti.

### Odonymie
Une place porte son nom à Ermont, dans le Val-d'Oise, sa ville natale. 
Plusieurs rues portent son nom : aux Sables-d'Olonne, à La Rochelle, La Roche-sur-Yon, Nantes, Rennes, Vannes, Brest, Saint-Malo (avenue), au Haillan, Guilvinec (allée) etc.
À Toulouse, la passerelle reliant le quartier d'Empalot à l'île du Ramier a été baptisée passerelle Anita-Conti.

## Œuvres
- Racleurs d'océans, Paris, 1953 (éd. André Bonne), 1993 ; éd. Payot & Rivages, 1998  (ISBN 2228895911)[23]
- Géants des mers chaudes, Paris, 1957 (éd. André Bonne) ; éd. Payot & Rivages, 1997  (ISBN 2228890936)[10]
- L'Océan, les Bêtes et l'Homme ou l'ivresse du risque, 1971 (éd. André Bonne) ; éd. Payot & Rivages, Paris, 1999  (ISBN 2228895970)[23]
- La route est si longue avant la nuit (anthologie inédite de l'œuvre poétique d'Anita Conti), Fécamp, Collège Jules Ferry, 1996
- Les Terre-neuvas, Paris, éd. du Chêne, 2004  (ISBN 2842775422)[24]
- Le Carnet viking - 70 jours en mer de Barents (juin-septembre 1939), préface de Catherine Poulain, introduction de Laurent Girault-Conti, éd. Payot, Paris, 2018  (ISBN 2228920282)
- Les Vaisseaux du Hasard (poésie), Éditions Diassane, 2020  (ISBN 9782957003907).

Les photographies d'Anita Conti sont représentées et consultables à l'Agence et à la Galerie Vu, Paris,,,.

## Expositions de reliures d'art
- 1931 : Exposition coloniale[29]
- 1932, 1933, 1935 : Salon d’automne à Paris[29]
- 1933 : Femmes artistes modernes (FAM), Maison de France : reliures plein cuir non mosaïqué, tissus de soie peints à la main pour pages de garde[30].

## Filmographie
- Racleurs d'océans, d'Anita Conti (Cinémathèque de Bretagne, 1953, 20 min)[31]
- Anita Conti, la dame de la mer, de Jean-Paul Lussault (France 3 Normandie, 1992, 33 min)[32],[10].
- Anita Conti, femme océan, de Babeth Si Ramdam (Cap sur Anita Conti, 1995, 26 min)
- Anita Conti et les Racleurs d'océans, de Gérard Vincent (Ifremer, 1995, 11 min)[33]
- Anita Conti, une vie embarquée, de Marc Gourden (France 3 Normandie, 2010, 52 min)

Les films tournés par Anita Conti, notamment Racleurs d'Océans, sont déposés et consultables sur le site de la Cinémathèque de Bretagne.

## Audiographie
- Anita Conti, l'aventure en haute mer, épisode de l'émission Au cœur de l'histoire sur France Culture[35]